# Jimmy Rosenberg
Joseph (Jimmy) Rosenberg (Helmond, 10 aprile 1980) è un chitarrista olandese, virtuoso musicista di jazz, swing e gypsy jazz.

## Biografia
Cresce nel contesto culturale dell'etnia Sinti e si ispira ai precedenti musicisti della tradizione musicale di tale popolo (primo tra tutti, Django Reinhardt), maturando una personalissima sensibilità e intraprendenza musicale.
Nel 2000 debutta alla Carnegie Hall, come parte del "Django Reinhardt Festival" organizzato dal Birdland, a New York. Leader nella maggior parte dei suoi progetti e album, ha stretto (e stringe tuttora) collaborazioni con artisti norvegesi quali i componenti dell'"Hot Club de Norvège", il violinista Ola Kvernberg e il polistrumentista Stian Carstensen, o provenienti dal resto del mondo; tra questi ultimi citiamo: Romane, Andreas Oberg, Jon Larsen, Bireli Lagrene, Angelo Debarre e Frank Vignola.
Nel 2007, la sua vita è divenuta oggetto del documentario olandese intitolato "The Father, The Son, and the Talent", che approfondisce e descrive al grande pubblico la storia della relazione di Jimmy con il padre, la sua battaglia con la droga e le sensazioni da lui vissute in occasione degli svariati festival cui ha preso parte. A tali contenuti si aggiungono le considerazioni che  artisti come James Brown, Stevie Wonder e Willie Nelson rilasciarono a proposito del chitarrista, che, più volte, chiamarono a collaborare.

## Discografia parziale
- The Gipsykids, Safari, 1992
- Swinging with Jimmy Rosenberg, Hot Club Records, HCRCD 82, 1993
- Sinti, Sinti, Sony, 1996
- Hot Shots - Hot Club de Norvège with Jimmy Rosenberg, Babik Reinhardt and Romane, Hot Club Records, HCRCD 102, 1997
- Jimmy Rosenberg with Bireli Lagrene and Angelo Debarre, Hot Club Records, HCRCD 117, 1998
- Hot Club De Norvege Swinging with Vertavo, Angelo & Jimmy, Hot Club Records, HCRCD 123, 2001
- Portrait of Jimmy Rosenberg – compilation, Hot Club Records, HCRCD 125, 1999
- Hot Club de Norvège featuring Ola Kvernberg & Jimmy Rosenberg, Hot Club Records, HCRCD 130, 2003
- Hot Club de Suede with Jimmy Rusenberg, Hot Club Records, HCRCD 144, 2003
- Djangos Tiger, with Swede Andreas Öberg Hot Club Records, HCRCD 146, 2003
- Trio CD, Hot Club Records, 2004
- Rose Room, with Stian Carstensen, 2005—nominated for Spellemannprisen 2005
- Swinging with Jimmy Rosenberg, with, among others, «Jimmys Suite» (four tracks) by Jon Larsen, Hot Club Records, HCRCD153, 2006
- Jimmy Rosenberg is Back (DVD), 2007
- The Best Of, compilation Hot Club Records, HCRCD 219, 2008